# Cryptolestes ugandae
Cryptolestes ugandae är en skalbaggsart som beskrevs av Steel och Howe 1955. Cryptolestes ugandae ingår i släktet Cryptolestes och familjen ritsplattbaggar. Inga underarter finns listade i Catalogue of Life.